# Solymos Tibor
Solymos Tibor (1943. január 18. – 2017. október 4.) magyar labdarúgó, csatár.

## Pályafutása
1965-ig a TFSE játékosa volt.
1965 és 1968 között a Tatabányai Bányász labdarúgója volt. Az élvonalban 1965. szeptember 19-én mutatkozott be a Szegedi EAC ellen, ahol 3–0-s győzelmet aratott csapata. Tagja volt 1966-os idényben bronzérmes csapatnak. Az élvonalban 21 mérkőzésen szerepelt és két gólt szerzett. 1969-ben a Tatabányai Építőkhöz igazolt.
1973-ban a KOMÉP edzője lett. 1977-től az Oroszlányi Bányászt irányította.

## Sikerei, díjai
- Magyar bajnokság
  - 3.: 1966